# Peso mediopesado
Peso semipesado, peso mediopesado o peso semicompleto es una categoría competitiva del boxeo y otros deportes de combate, que agrupa a competidores de peso considerable. En el boxeo profesional la categoría abarca a los púgiles que pesan más de 76,205 kg (168 lb) y menos de 79,378 kg (175 lb). En el boxeo amateur (varones mayores) la categoría abarca a los boxeadores que pesan más de 75 kg (165,35 lb) y menos de 81 kg (178,57 lb).
En el boxeo profesional la categoría inmediata anterior es el peso supermediano y la inmediata superior el peso crucero. En el boxeo amateur la categoría inmediata anterior es el peso medio y la inmediata superior el peso pesado.
El peso mediopesado es una de las ocho categorías tradicionales del boxeo: mosca, gallo, pluma, ligero, wélter, mediano, mediopesado y pesado.
El término también es utilizado para designar una categoría de otros deportes de combate como el kick boxing y el taekwondo.

## Historia
La categoría mediopesado ha producido algunos de los grandes campeones del boxeo como Tommy Loughran, Billy Conn, Joey Maxim, Archie Moore, Bob Foster, Michael Spinks, Bernard Hopkins y Roy Jones, Jr., entre otros.
Desde un inicio, muchos campeones mediopesados intentaron conquistar también la corona de peso pesado. El primero en lograrlo fue Michael Spinks. Un caso particular es el de Bob Fitzsimmons quien ganó el título mediopesado luego de perder su título en la categoría máxima. Otro caso especial fue el del argentino Arturo "El Mono" Rodríguez Jurado, quien luego de quedar eliminado en primera ronda en los Juegos Olímpicos de 1924 en la categoría mediopesado, se inscribió en los Juegos Olímpicos de 1928 ganando la medalla de oro por nocaut.

## Mujeres y cadetes
En el boxeo profesional no existen diferencias entre varones y mujeres, en lo relativo a los límites entre las categorías, con la aclaración que entre las mujeres no existe la categoría de peso superpesado y por lo tanto la categoría máxima es peso pesado.
En el boxeo amateur sí existen diferencias en los límites de las categorías, entre los varones mayores (adultos y juniors), con respecto a las mujeres y los cadetes (menores de edad). En el caso de boxeo femenino de la categoría semi pesado es la siguiente:
- Límite inferior: 69 kg.
- Límite superior: 75 kg.

## Campeones cadetes
Los más recientes campeones mundiales de la categoría son:
| Campeones mundiales recientes de peso mediopesado | Campeones mundiales recientes de peso mediopesado | Campeones mundiales recientes de peso mediopesado | Campeones mundiales recientes de peso mediopesado | Campeones mundiales recientes de peso mediopesado | Campeones mundiales recientes de peso mediopesado |
| Asociación                                        | Desde                                             | Campeón                                           | País                                              | Récord                                            | Defensas                                          |
| ------------------------------------------------- | ------------------------------------------------- | ------------------------------------------------- | ------------------------------------------------- | ------------------------------------------------- | ------------------------------------------------- |
| Academy of Boxing Moscow                          | 4 de diciembre de 2017                            | Bogdan Biendevof                                  | Rusia                                             | 11-0 (11 KO)                                      | 0                                                 |
| Academy of Boxing Moscow                          | 17 de diciembre de 2018                           | Bogdan Biendevof                                  | Rusia                                             | 28-0 (28 KO)                                      | 1                                                 |
| Academy of Boxing Moscow                          | 8 de enero de 2019                                | Bogdan Biendevof                                  | Rusia                                             | 35-0 (35 KO)                                      | 2                                                 |
| Esport Rogent                                     | 20 de enero de 2020                               | Orlando d'Angelo                                  | España                                            | 27-0 (27 KO)                                      | 0                                                 |

Actualizado el 28/01/2020

## Campeones profesionales
Los más recientes campeones mundiales de la categoría son:
| Campeones mundiales recientes de peso mediopesado | Campeones mundiales recientes de peso mediopesado | Campeones mundiales recientes de peso mediopesado | Campeones mundiales recientes de peso mediopesado | Campeones mundiales recientes de peso mediopesado | Campeones mundiales recientes de peso mediopesado |
| Asociación                                        | Desde                                             | Campeón                                           | País                                              | Récord                                            | Defensas                                          |
| ------------------------------------------------- | ------------------------------------------------- | ------------------------------------------------- | ------------------------------------------------- | ------------------------------------------------- | ------------------------------------------------- |
| WBA (super)                                       | 12 de octubre de 2024                             | Artur Beterbiyev                                  | Rusia                                             | 21-0-0 (20 KO)                                    | 0                                                 |
|                                                   |                                                   |                                                   |                                                   |                                                   |                                                   |
| WBC                                               | 18 de octubre de 2019                             | Artur Beterbiyev                                  | Rusia                                             | 19-0-0 (19 KO)                                    | 3                                                 |
| IBF                                               | 11 de noviembre de 2017                           | Artur Beterbiyev                                  | Rusia                                             | 19-0-0 (19 KO)                                    | 6                                                 |
| WBO                                               | 18 de junio de 2022                               | Artur Beterbiyev                                  | Rusia                                             | 19-0-0 (19 KO)                                    | 0                                                 |

Actualizado el 16/10/2022

## Campeones aficionados

### Campeones olímpicos
- Juegos Olímpicos de 1920:  Eddie Eagan (USA)
- Juegos Olímpicos de 1924:  Harry Mitchell (GBR)
- Juegos Olímpicos de 1928:  Víctor Avendaño (ARG)
- Juegos Olímpicos de 1932:  David Carstens (RSA)
- Juegos Olímpicos de 1936:  Roger Michelot (FRA)
- Juegos Olímpicos de 1948:  George Hunter (RSA)
- Juegos Olímpicos de 1952:  Norvel Lee (USA)
- Juegos Olímpicos de 1956:  James Boyd (USA)
- Juegos Olímpicos de 1960:  Cassius Clay (después Muhammad Ali) (USA)
- Juegos Olímpicos de 1964:  Cosimo Pinto (ITA)
- Juegos Olímpicos de 1968:  Danas Pozniakas (URS)
- Juegos Olímpicos de 1972:  Mate Parlov (YUG)
- Juegos Olímpicos de 1976:  Leon Spinks (USA)
- Juegos Olímpicos de 1980:  Slobodan Kacar (YUG)
- Juegos Olímpicos de 1984:  Anton Josipovic (YUG)
- Juegos Olímpicos de 1988:  Andrew Maynard (USA)
- Juegos Olímpicos de 1992:  Torsten May (GER)
- Juegos Olímpicos de 1996:  Vassiliy Jirov (KAZ)
- Juegos Olímpicos de 2000:  Alexandr Lebziak (RUS)
- Juegos Olímpicos de 2004:  Andre Ward (USA)
- Juegos Olímpicos de 2008:  Zhang Xiaoping (CHN)
- Juegos Olímpicos de 2012:  Yegor Mejóntsev (RUS)
- Juegos Olímpicos de 2016:  Julio César La Cruz (CUB)
- Juegos Olímpicos de 2020:  Arlen López (CUB)